# Lucemburská kuchyně
Lucemburská kuchyně je národní kuchyně na území Lucemburska. Je velmi ovlivněna belgickou, německou a také francouzskou kuchyní. Je však kaloričtější, což odpovídá poloze a klimatu země. Stejně jako v Německu jsou tradiční pokrmy jednoduché a využívají místních zemědělských produktů. Podobně jako v Belgii jsou v Lucembursku oblíbené minutkové úpravy masa a hranolky. Na rozdíl od francouzské kuchyně používá jednodušší způsoby přípravy pokrmů.

## Suroviny
Místní zemědělci produkují kvalitní maso a připravují jej na mnoho způsobů. Využívají vepřové, hovězí i drůbeží maso. Místní specialitou je Éisleker šunka (Oesling šunka) připravovaná na hornatém severu země. Maso je marinované několik týdnů a pak se několik dní udí. Obvykle se podává nakrájené na tenké plátky s chlebem.
Národním jídlem je Judd mat Gaardebounen, uzený vepřový límec se širokými fazolemi. Maso se přes noc marinuje a pak vaří se zeleninou a kořením. Podává se nakrájené na plátky s fazolemi a vařenými bramborami. Další specialitou je Huesenziwwi nebo Civet de lièvre, zajíc vařený a podávaný v kameninové nádobě během lovecké sezóny.

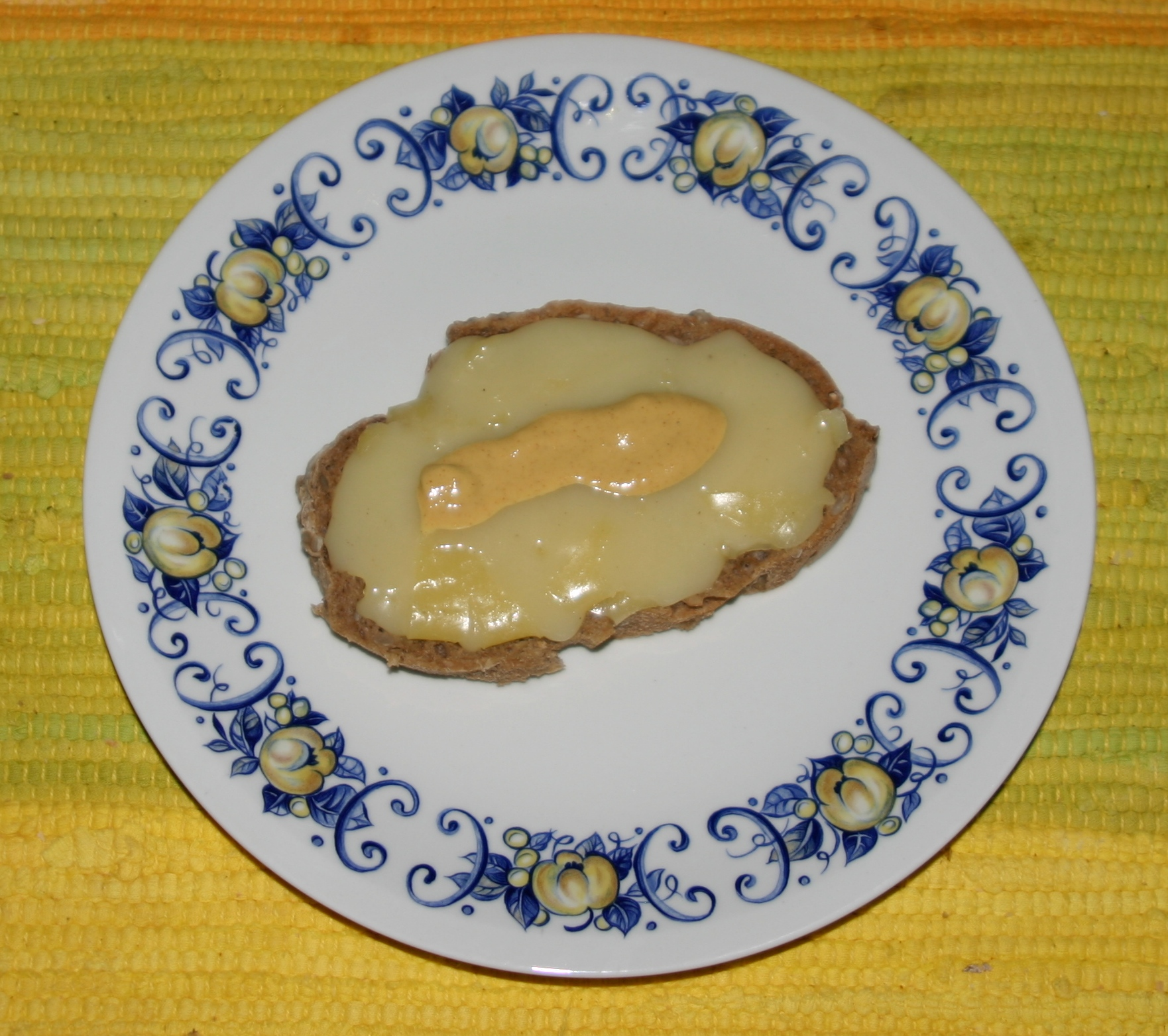
Kachkéis, sýrová pomazánka

Oblíbené jsou pokrmy z ryb ulovených v místních řekách. Pstruzi, štiky a raci jsou základem pro jídla jako je F'rell am Rèisleck (pstruh v omáčce Riesling), Hiecht mat Kraiderzooss (štika v zelené omáčce) a Kriibsen (rak v ryzlinkové omáčce). Fritür nebo Friture de la Moselle je malá smažená ryba z řeky Moselle, zapíjená místním moselským bílým vínem.
Lucemburskou sýrovou specialitou je měkká sýrová pomazánka Kachkéis nebo Cancoillotte, která je vyrobena z místních kvalitních surovin.
K vaření jsou dále hojně využívány brambory, fazole, zelí, cibule, česnek, křen, petrželka, houby a koření.

## Pokrmy

### Polévky
- Bouneschlupp, vydatná polévka z brambor, zelených fazolí a kyselé smetany. Přidávají se také opečené kousky párků nebo klobásy.
- Öennenzop, cibulová polévka podávaná se sýrovým toastem

### Hlavní jídla

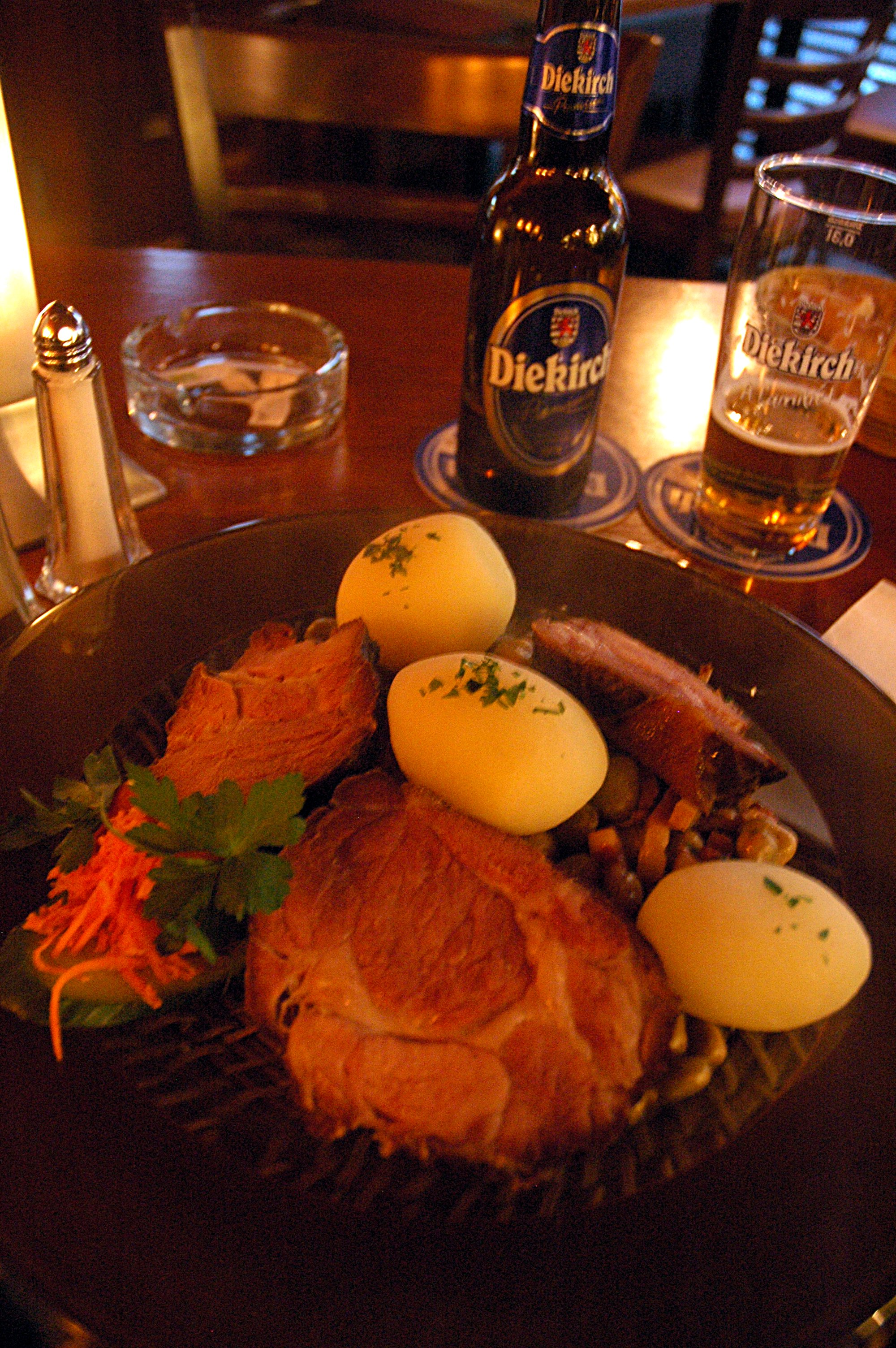
Judd mat Gaardebounen, uzené vepřové maso se zelím a bramborem

- Judd mat gaardebounen, uzené vepřové maso podávané se zelím či fazolemi, bramborem a krémovou omáčkou. Je to národní jídlo.
- Ferkelsrippchen, grilovaná žebra
- Liewekniddelen mat sauerkratu, játrové kuličky se zelím
- Kuddelfleck, hovězí dršťky obalené v těstíčku a podávané s pikantní rajčatovou omáčkou
- Träipen, smažené černé jelito podávané s jablečnou omáčkou
- Hong am Rèisleck, pokrm z kuřecího masa vařeného na bílém víně se zeleninou, kořením a houbami
- Thüringer, párek podobný německému bratwurstu (druh německé klobásy, většinou určené ke grilování). Oficiálně jsou tyto klobásy pojmenovány Lëtzebuerger Grillwurscht nebo Luxembourg.
- Gromperekichelcher, smažená kořeněná bramborová placka s nakrájenou cibulí a petrželkou
- Tierteg, bramborák s kysaným zelím
- Rieslingspaschtéit, masový koláč ve tvaru bochníku připravený s aspikem a vínem Riesling
- Paštika, roztíratelná pasta vyrobená z masa, ale i bezmasá pasta pro vegetariány.

### Sladká jídla

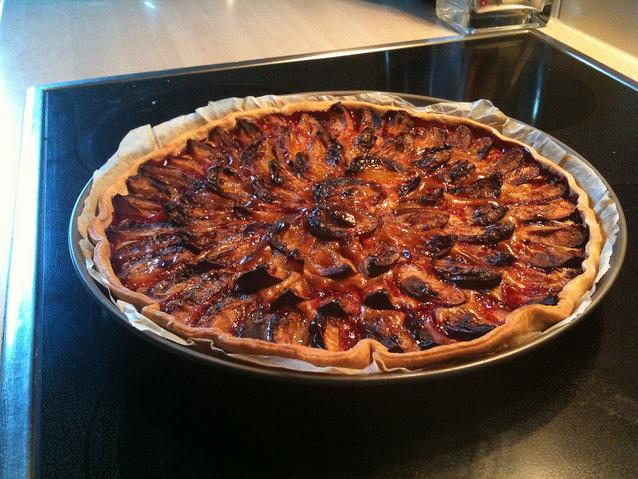
Quetschentaart, ovocný koláč

- Quetschentaart, ovocný koláč obsahující hlavně třešně, hrušky a broskve, podobný bublanině
- Quetscheflued, další druh koláče
- Bretzel, místní pečivo
- Verwurelt Gedanken nebo Verwurelter, malé cukrem obalené koblihy
- Äppelklatzen, sladkost vyrobená z jablek
- Miel luxembourgeois de marque nationale, lucemburský med s ochrannou známkou EU

## Nápoje
- Víno, nejoblíbenější nápoj v Lucembursku. Podle údajů Světové zdravotnické organizace vypijí Lucemburčané nejvíce vína na osobu za rok.[1] Podle jiných zdrojů je zemí s největší spotřebou vína na obyvatele Vatikán.[2]
- Pivo, oblíbené jsou světové i lokální značky z rodinných pivovarů.
- Káva